# Andreï Kolkoutine
Andreï Kolkoutine, (né en 1957 en RSFS de Russie) est un peintre russe, diplômé en 1982 de l'Académie d'Art Répine de Léningrad. Kolkoutine habite actuellement à Naltkhik, en République de Kabardino-Balkarie (fédération de Russie).

## Œuvre
Kolkoutine développe sa propre technique, empruntant à la tradition des icônes russes et au suprématisme de Kasimir Malevitch, au cubisme et à l'art naïf. Les matériaux sont normalement la peinture (huile sur toile), mais Kolkoutine réalise aussi des sculptures sur bois et des œuvres graphiques. Il déclare rechercher les nuances de couleur spéciales des anciennes icônes russes. Il met au point des procédés pour créer ces nuances, exigeant une couche de peinture grise sur la toile avant de peindre les motifs, ce qui donne aux couleurs une clarté chaleureuse, caractéristique de Kolkoutine. Ce mélange, peut-être conforme aux traditions russes, ne crée pas forcément un nouveau style.
Les motifs sont parfois le peuple simple des travailleurs de la campagne russe, avec également un caractère indéfinissable, avec humour et amabilité. Les éléments suprématistes sont parfois combinés avec des éléments figuratifs. En bas des peintures peuvent apparaître des maisons distordues ou cartes, qui complètent la composition.
Les peintures de Kolkoutine sont exposées dans des musées, institutions et collections, partout dans le monde, en Russie, en France, aux États-Unis, en Allemagne, au Danemark et en Suisse, particulièrement.

## Collections
Les œuvres de Kolkoutine sont exposées dans les lieux suivants :
- Galerie Tretiakov de Moscou
- Musée de l’État de Kabardino-Balkarie
- Galerie de Peinture de Volgograd
- Musée d'Art de Toula
- Collection de la Banque de Moscou
- Collection de l'Inkombank (Moscou)
- Collection de la Banque Stolitchni (Moscou)
- Salle d'expositions Olimp (Moscou)
- Sygeplejeskolen, Århus (Danemark)
- Musée de l'Art religieux, Lemvig (Danemark)
- Kastrupgårdsamlingen, Copenhague (Danemark)